# Boran trietylu
Boran trietylu – organiczny związek chemiczny, ester etylowy kwasu borowego.
Można go otrzymać przez podgrzewanie etanolu z kwasem borowym.
H3BO3 + 3C2H5OH → BO3(C2H5)3 + 3H2O
Boran etylu, jak wszystkie związki boru, barwi płomień palnika na kolor zielony.